# 서브라임 (밴드)
서브라임(Sublime)은 미국 캘리포니아주 롱비치 출신 록 밴드이다. 브래드 노웰이 헤로인 과다 복용으로 사망하면서 해체되었다.

## 음반 목록

### 정규 음반
- 《40 Oz. to Freedom》(1992년)
- 《Robbin' the Hood》(1994년)
- 《Sublime》(1996년)